# Bezděkov (powiat Klatovy)
Bezděkov – gmina w Czechach, w powiecie Klatovy, w kraju pilzneńskim. Według danych z dnia 1 stycznia 2013 liczyła 925 mieszkańców.